# Gare de Vevey-Funi
La gare de Vevey-Funi est une halte ferroviaire située sur le territoire de la commune suisse de Vevey dans le canton de Vaud. Elle se trouve au nord-ouest du centre-ville.

## Situation ferroviaire
Établie à 388 mètres d'altitude, la gare de Vevey-Funi est située au point kilométrique 0,9 de la ligne de Vevey à Puidoux, entre les gares de Vevey et de Corseaux-Cornalles (en direction de Puidoux).
Elle est dotée d'une seule voie, bordée par un quai.

## Histoire
La halte de Vevey-Funi a été mise en service en 1904 avec l'ouverture de la ligne de Vevey à Puidoux.
La gare n'est plus desservie par les trains à la suite du changement d'horaire du 15 décembre 2024. La ligne de bus 218 assure le maintien de la desserte des arrêts entre Vevey et Chexbres-Village. Elle s'arrête à Vevey, Bergère en lieu et place de la gare de Vevey-Funi.

## Service des voyageurs

### Accueil
Gare des CFF, elle est dotée d'un simple abri dans lequel est situé un distributeur automatique de titres de transports. L'arrêt des trains étant à la demande, un bouton est situé sur le quai pour demander l'arrêt du train.
La gare n'est pas accessible aux personnes à mobilité réduite.

### Desserte
La gare n'est plus desservie par les trains depuis le 15 décembre 2024.

### Intermodalité
La gare de Vevey-Funi est en correspondance avec le funiculaire Vevey – Chardonne – Mont Pèlerin dont la gare aval est située à une centaine de mètres ainsi qu'avec les trolleybus et autobus du réseau Vevey-Montreux-Chillon-Villeneuve (VMCV) à l'arrêt Vevey, funiculaire :
- 201 Vevey, funiculaire – Rennaz, village
- 212 Vevey, gare – Corsier-sur-Vevey, Nant / Fenil-sur-Corsier, vieille rte
- 213 Vevey, gare – Châtel-St-Denis, gare
- 216 Vevey, gare – Bossonnens, gare
- 217 Vevey, gare – Palézieux, gare

Elle est également desservie par la ligne de bus nocturne N290 reliant Vevey à Montreux et Villeneuve.